# AFAS Stadion
AFAS Stadion – stadion piłkarski w Alkmaarze (Holandia) mogący pomieścić 17 023 osób. Oprócz funkcji areny sportowej stanowi także obiekt, na którym odbywają się liczne wydarzenia kulturalne.
Oficjalna nazwa brzmi DSB Stadion, jednak bywa także nazywanym Stadionem Zwycięstwa, gdyż jego budowa miała uświetnić obchody kolejnej rocznicy zakończenia Wojny Osiemdziesięcioletniej.
AFAS Stadion zastąpił wysłużony Alkmaarderhout, na którym AZ Alkmaar rozgrywał swoje mecze do 2006 roku.